# Cyperus sexflorus
Cyperus sexflorus är en halvgräsart som beskrevs av Robert Brown. Cyperus sexflorus ingår i släktet papyrusar, och familjen halvgräs. Inga underarter finns listade i Catalogue of Life.